# Ptilophora nanlingensis
Ptilophora nanlingensis là một loài bướm đêm thuộc họ Notodontidae. Nó được tìm thấy ở Quảng Đông in Trung Quốc.
Chiều dài cánh trước là 15–18 mm đối với con đực và khoảng 17 mm đối với con cái. Con trưởng thành được sưu tập trong khoảng từ at light near 10 °C the cuối autumn.
Tên gọi chi tiết lấy theo tên địa phương điển hình: Khu bảo tồn thiên nhiên Nanling, thành phố Thiều Quan, tỉnh Quảng Đông.